# Dados eróticos

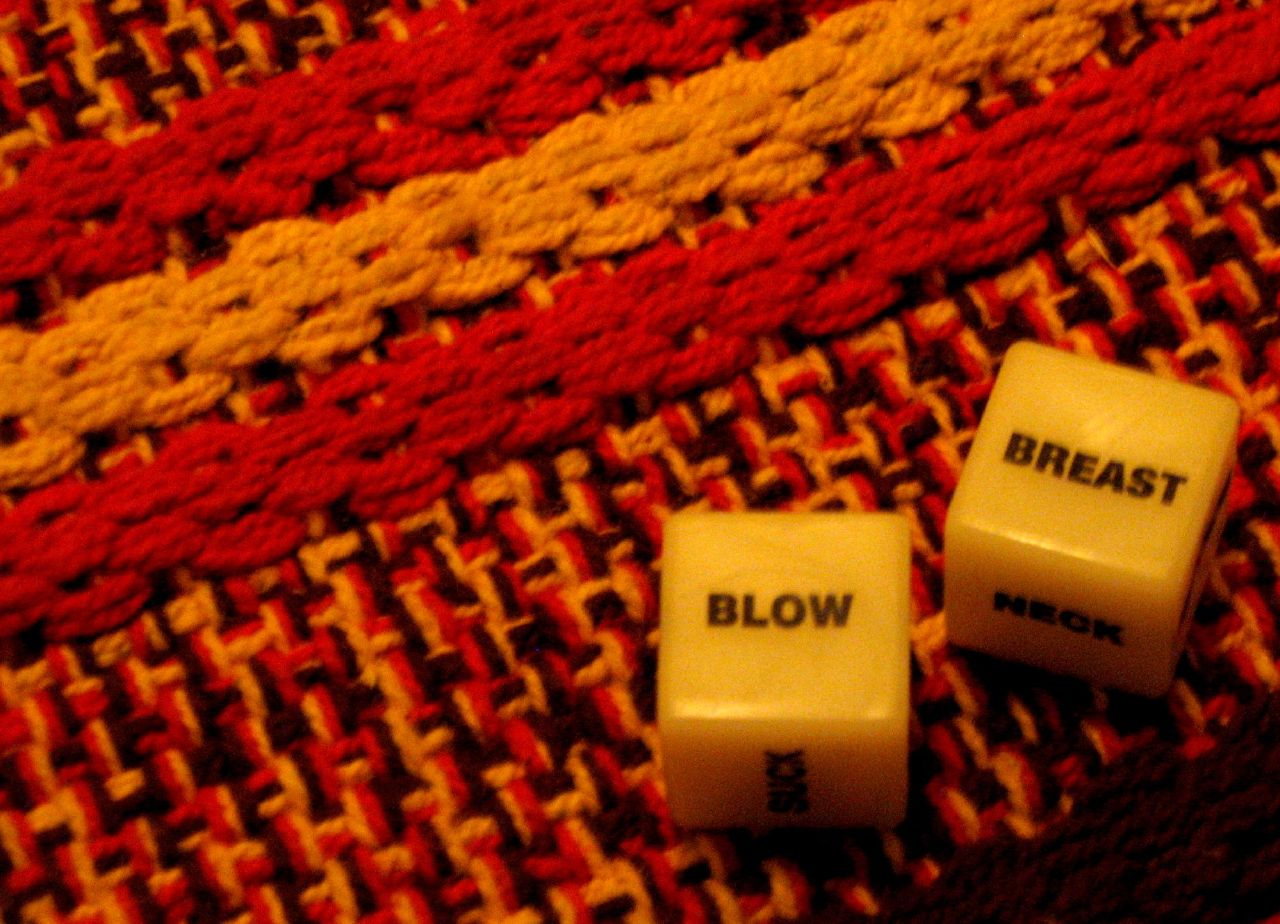
Seguindo as regras do jogo, esse resultado instruiria a pessoa que está jogando a "soprar" um jato de ar no "peito" de outra pessoa

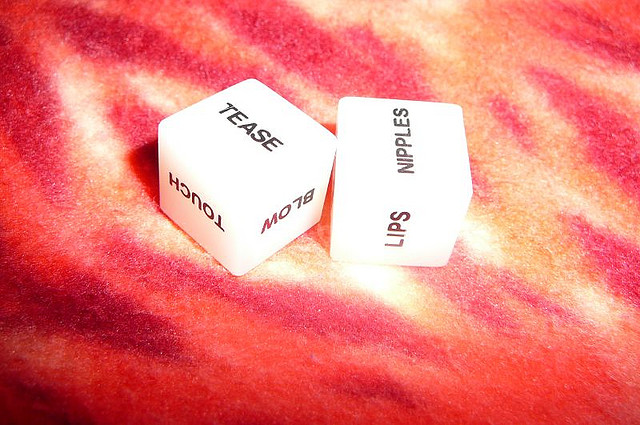
Dados eróticos mostrando "acariciar mamilos"

Dados eróticos, dados preliminares ou dados sexuais são um jogo de dados que visa aumentar o clima sexual promovendo as preliminares. Em vez de números, cada face do dado contém o nome de uma parte do corpo; a parte do corpo que fica voltada para cima quando o dado é lançado deve receber atenção sexual. O The Daily Princetonian sugere que o jogo dos dados sexuais pode "quebrar o gelo e estender as preliminares [de alguém]". O The University Daily Kansan aconselha o lançamento de dados eróticos para aqueles que não são flexíveis (e, portanto, não podem tentar "posições novas e inventivas") como um meio de "trazer variedade para as aventuras no quarto".
Uma versão comercialmente disponível consiste em dois dados, um com partes do corpo e o outro com atividades. O lançamento dos dados determinará em qual parte do corpo determinada ação será praticada. De acordo com a revista SPIN, o jogo é especialmente popular entre os adolescentes americanos.